# Stierhaai

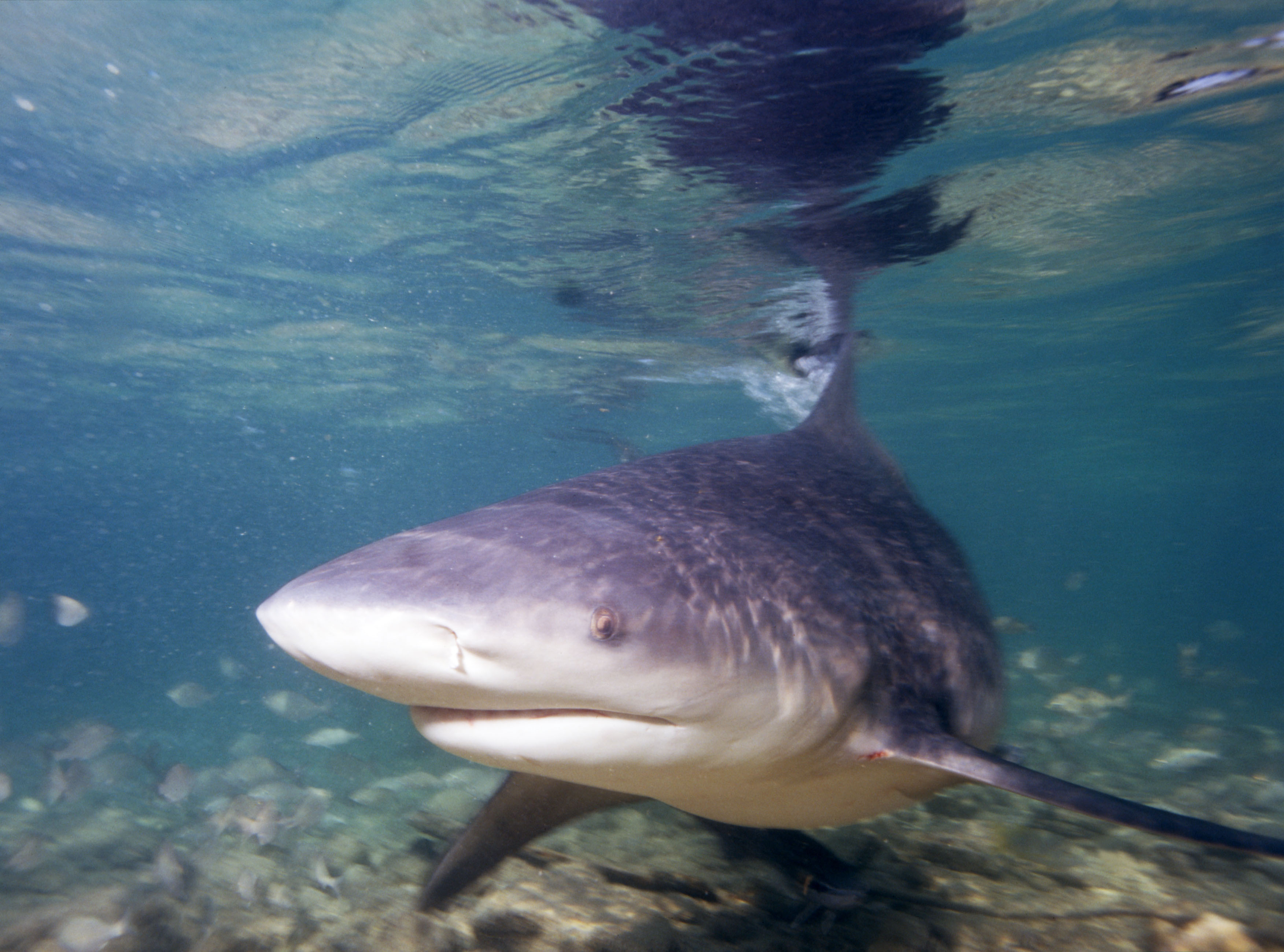
Stierhaai gefotografeerd in de Bahama's (Walker's Cay) door Albert Kok

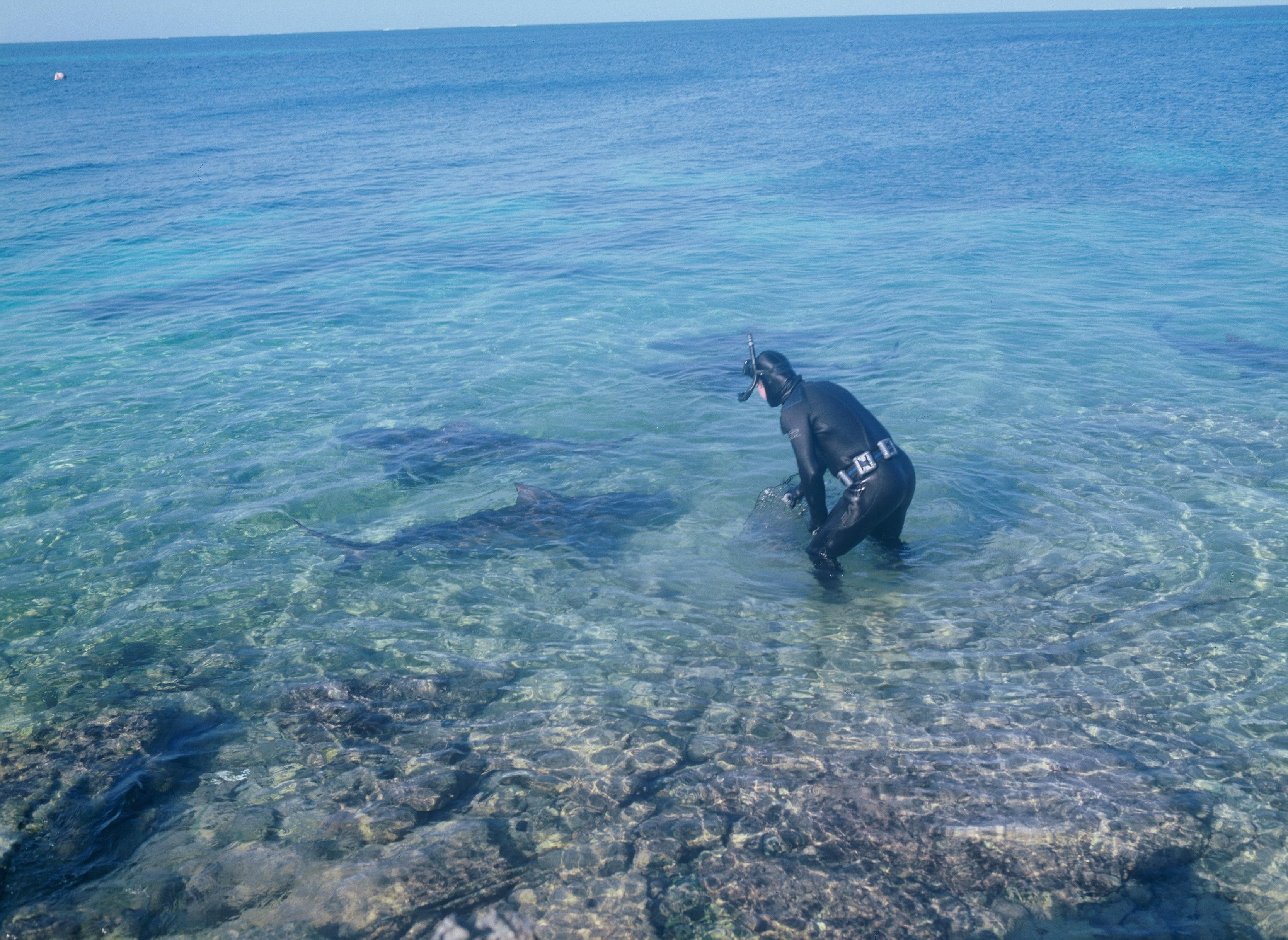
Stierhaaien worden vanaf strand gevoederd in de Bahama's (Walker's Cay)

De stierhaai, Atlantische grondhaai of Zambezihaai (Carcharhinus leucas) is een haai uit de familie der requiemhaaien (Carcharhinidae). De stierhaai komt algemeen voor in warme kustwateren, maar kan ook in verscheidene rivieren aangetroffen worden. De stierhaai is een onvoorspelbare, vaak agressieve soort en verantwoordelijk voor veel aanvallen op mensen.

## Beschrijving
De stierhaai is een grote, gestroomlijnde haai met kleine, ronde ogen en een korte, brede, stompe snuit. De twee rugvinnen zijn stekelloos. De tweede rugvin is kort, lang en afgerond. De eerste rugvin is veel groter, meer dan driemaal zo groot, en driehoekig met een holle achterrand en een gepunt of afgerond uiteinde. De borstvinnen zijn vrij groot en bijna driehoekig. De aarsvin is tegenover de tweede rugvin geplaatst. De bovenste lob van de staartvin is goed ontwikkeld. De bek is gebogen. De tanden in de bovenkaak zijn driehoekig en fijngezaagd met een kromme basis, de tanden in de onderkaak hebben een brede basis. De vijf kieuwspleten zijn vrij groot. De stierhaai is donkergrijs aan de bovenzijde, lichtgrijs tot wit aan de onderzijde. Vooral de vinnen van jonge dieren hebben een donkere punt.
De stierhaai wordt maximaal 350 centimeter lang en 316,5 kilogram zwaar. Vrouwtjes worden groter dan mannetjes. Vrouwtjes zijn gemiddeld 240 centimeter lang en 130 kilogram zwaar, mannetjes 225 centimeter lang en 95 kilogram.

## Verspreiding en leefgebied
De stierhaai leeft wijdverbreid in alle tropische en subtropische zeeën tussen 42° noorderbreedte en 39° zuiderbreedte, voornamelijk in ondiepe kustwateren, baaien, lagunes, estuaria en riviermondingen. Hij kan aangetroffen worden van het wateroppervlak tot op een diepte van 150 meter. Ook in zoetwater is de soort te vinden, zowel in rivieren als in zoetwatermeren. De stierhaai zwemt geregeld grote rivieren op zoals de Amazone, de Mississippi, de Tigris, de Eufraat, de Brahmaputra, de Limpopo, de Gambia en de Zambezi, evenals in het Meer van Nicaragua.
De stierhaai kan hierdoor enkele honderden kilometers van de oceaan worden gevonden. Hij is in het Amazonebekken op een afstand van bijna 3700 kilometer van de Atlantische Oceaan gezien en in de Mississippi 3000 kilometer stroomopwaarts in Illinois. Volwassen dieren leven meestal in estuaria en rond riviermondingen, jonge dieren zwemmen vaker rivieren op. Het is onbekend of er exemplaren zijn die hun hele levenscyclus volbrengen in zoet water, maar het wordt niet uitgesloten. Het is bekend dat hij zich kan voortplanten in zoet water. De stierhaai kan tevens overleven in water met een hoog zoutgehalte.
De stierhaai is te vinden in de Westelijke Atlantische Oceaan van Massachusetts tot Brazilië, in de Oostelijke Atlantische Oceaan bij Marokko en van Senegal tot Angola en Zuid-Afrika, in de Indische en Westelijke Grote Oceaan van Zuid-Afrika via Kenia naar India en van Vietnam tot Australië en in de Oostelijke Grote Oceaan van Mexico tot Ecuador en mogelijk ook Peru.

## Voedsel
De stierhaai voedt zich meestal met kleine beenvissen, kleine en jonge haaien (ook stierhaaien) en roggen, aangevuld met schaaldieren als bidsprinkhaankreeften, krabben en garnalen, inktvissen, zeeslakken, zee-egels en andere stekelhuidigen, zeeschildpadden, zeevogels, dolfijnen, landdieren, aas en soms afval.

## Voortplanting en levensverwachting
De stierhaai paart door middel van een omhelzing. Vrouwtjes hebben vaak littekens van de paring op de rug.
De stierhaai is levendbarend. Na een draagtijd van tien à elf maanden worden één tot dertien jongen geboren. Bij de geboorte is het jong ongeveer 60 cm. Jongen worden voor de kust van Florida en in de Golf van Mexico en voor Zuid-Afrika in de late lente of vroege zomer geboren, voor de kust van Nicaragua zijn het gehele jaar door geboortes waargenomen, met een piek in de lente en de vroege zomer. Kraamkamers zijn meestal wateren met een laag zoutgehalte als kustlagunes en riviermondingen. De stierhaai is geslachtsrijp na tien tot vijftien jaar, bij een lengte van 160 tot 200 centimeter.
De stierhaai kan maximaal 32 jaar oud worden. Een volwassen stierhaai heeft weinig natuurlijke vijanden. Jonge haaien vallen ten prooi aan andere haaiensoorten als de tijgerhaai, de Atlantische witte haai en andere stierhaaien. Ook is in Zuid-Afrika een geval bekend van een nijlkrokodil die een stierhaai opat.

## Relatie met de mens
Doordat de stierhaai langs de dichtbevolkte kustwateren leeft, komt hij regelmatig in aanraking met de mens. Deze haaiensoort is geregeld betrokken bij aanvallen op de mens, soms met dodelijke afloop. Deze aanvallen berusten meestal op een vergissing. De haai verwart mogelijk de mens met zijn natuurlijke prooi: hij eet namelijk geen mensenvlees. De aanvallen hebben dan betrekking op mensen die aan de oppervlakte van het water zwemmen in wateren waar de haai voorkomt zoals in troebel water in rivierdelta's of in kustwateren op surfers. Volgens het ISAF zijn tussen 1580 en 2008 (d.i. meer dan 400 jaar!) zeker 25 mensen gedood door een stierhaai. De stierhaai wordt hiermee, hoewel de kans op een haaienbeet statistisch gezien gering is, samen met de witte haai en de tijgerhaai beschouwd als een van de drie voor de mens gevaarlijkste haaiensoorten. Deskundigen menen dat het aantal gewonde mensen echter groter is, doordat de stierhaai makkelijk te verwarren is met andere soorten uit het geslacht Carcharhinus en veelvuldig voorkomt in de Derde Wereld, waar haaiaanvallen vaak niet worden gerapporteerd.
Er is geen gerichte beroepsvisserij op de stierhaai, wel vindt bijvangst regelmatig plaats. De vinnen van de haai worden gebruikt in de haaienvinnensoep, de huid voor het leer, de lever voor olie en de resten als aas. Voor de sportvisser is de stierhaai een geliefde prooi, voornamelijk in het zuidoosten van de VS en in Zuid-Afrika.
De stierhaai past zich makkelijk aan in gevangenschap, en kan dan meer dan vijftien jaar oud worden. Er zijn grote, publiek toegankelijke aquaria in onder andere de VS en Zuid-Afrika waar deze haai wordt gehouden.